# Escocia en la Eurocopa 2024
La Selección de fútbol de Escocia fue uno de los 24 equipos participantes en la Eurocopa 2024, torneo que se disputó en Alemania entre el 14 de junio y el 14 de julio de 2024.
Fue la cuarta participación de Escocia, formó parte del Grupo A, junto a Alemania, Hungría y Suiza.

## Clasificación

### Tabla de posiciones
| Pos. | Selección | Pts. | PJ | PG | PE | PP | GF | GC | Dif. |
| ---- | --------- | ---- | -- | -- | -- | -- | -- | -- | ---- |
| 1.   | España    | 21   | 8  | 7  | 0  | 1  | 25 | 5  | +20  |
| 2.   | Escocia   | 17   | 8  | 5  | 2  | 1  | 17 | 8  | +9   |
| 3.   | Noruega   | 11   | 8  | 3  | 2  | 3  | 14 | 12 | +2   |
| 4.   | Georgia   | 8    | 8  | 2  | 2  | 4  | 12 | 18 | −6   |
| 5.   | Chipre    | 0    | 8  | 0  | 0  | 8  | 3  | 28 | −25  |

|  | Clasificados a la Eurocopa 2024. |
|  | Play-offs vía Liga de Naciones.  |

### Partidos
| Fecha                   | Ciudad  | Jornada |         |                    | Resultado |                    |         |
| ----------------------- | ------- | ------- | ------- | ------------------ | --------- | ------------------ | ------- |
| 25 de marzo de 2023     | Glasgow | 1       | Escocia | Bandera de Escocia | 3:0 (1:0) | Bandera de Chipre  | Chipre  |
| 28 de marzo de 2023     | Glasgow | 2       | Escocia | Bandera de Escocia | 2:0 (1:0) | Bandera de España  | España  |
| 17 de junio de 2023     | Oslo    | 3       | Noruega | Bandera de Noruega | 1:2 (1:0) | Bandera de Escocia | Escocia |
| 20 de junio de 2023     | Glasgow | 4       | Escocia | Bandera de Escocia | 2:0 (1:0) | Bandera de Georgia | Georgia |
| 8 de septiembre de 2023 | Lárnaca | 5       | Chipre  | Bandera de Chipre  | 0:3 (0:3) | Bandera de Escocia | Escocia |
| 12 de octubre de 2023   | Sevilla | 7       | España  | Bandera de España  | 2:0 (0:0) | Bandera de Escocia | Escocia |
| 16 de noviembre de 2023 | Tiflis  | 9       | Georgia | Bandera de Georgia | 2:2 (1:0) | Bandera de Escocia | Georgia |
| 20 de noviembre de 2023 | Glasgow | 10      | Escocia | Bandera de Escocia | 3:3 (2:2) | Bandera de Noruega | Noruega |

### Goleadores
| N.°   | Jugador              | Anotado | PJ | Prom. | Jugada | Cabeza | TL | Penal |
| ----- | -------------------- | ------- | -- | ----- | ------ | ------ | -- | ----- |
| 1     | Scott McTominay      | 7       | 8  | 0.88  | 6      | 1      | 0  | 0     |
| 2     | John McGinn          | 3       | 8  | 0.38  | 2      | 0      | 0  | 1     |
| 3     | Lawrence Shankland   | 1       | 3  | 0.33  | 0      | 1      | 0  | 0     |
|       | Stuart Armstrong     | 1       | 6  | 0.17  | 1      | 0      | 0  | 0     |
|       | Kenny McLean         | 1       | 7  | 0.14  | 1      | 0      | 0  | 0     |
|       | Ryan Porteous        | 1       | 7  | 0.14  | 1      | 0      | 0  | 0     |
|       | Lyndon Dykes         | 1       | 8  | 0.13  | 1      | 0      | 0  | 0     |
|       | Callum McGregor      | 1       | 8  | 0.13  | 1      | 0      | 0  | 0     |
|       | Gol en propia puerta | 1       | 8  | 0.13  | 1      | 0      | -  | -     |
| Total | Total                | 17      | 8  | 2.13  | 13     | 2      | 0  | 1     |

## Preparación

### Amistosos previos
| Fecha               | Ciudad    | Competición |              |                             | Resultado |                              |                   |
| ------------------- | --------- | ----------- | ------------ | --------------------------- | --------- | ---------------------------- | ----------------- |
| 22 de marzo de 2024 | Ámsterdam | Amistoso    | Países Bajos | Bandera de los Países Bajos | 4:0 (1:0) | Bandera de Escocia           | Escocia           |
| 26 de marzo de 2024 | Glasgow   | Amistoso    | Escocia      | Bandera de Escocia          | 0:1 (0:1) | Bandera de Irlanda del Norte | Irlanda del Norte |
| 3 de junio de 2024  | Faro      | Amistoso    | Gibraltar    | Bandera de Gibraltar        | 0:2 (0:0) | Bandera de Escocia           | Escocia           |
| 7 de junio de 2024  | Glasgow   | Amistoso    | Escocia      | Bandera de Escocia          | 2:2 (0:0) | Bandera de Finlandia         | Finlandia         |

## Plantel

### Lista de convocados
Entrenador:  Steve Clarke
| No. | Pos. | Jugador            | Fecha de nacimiento (edad)         | Apa. | Goles | Club                         |
| --- | ---- | ------------------ | ---------------------------------- | ---- | ----- | ---------------------------- |
| 1   | POR  | Angus Gunn         | 22 de enero de 1996 (28 años)      | 10   | 0     | Norwich City F. C.           |
| 2   | DEF  | Anthony Ralston    | 16 de noviembre de 1998 (25 años)  | 9    | 1     | Celtic F. C.                 |
| 3   | DEF  | Andrew Robertson   | 11 de marzo de 1994 (30 años)      | 71   | 3     | Liverpool F. C.              |
| 4   | MED  | Scott McTominay    | 8 de diciembre de 1996 (27 años)   | 49   | 8     | Manchester United F. C.      |
| 5   | DEF  | Grant Hanley       | 20 de noviembre de 1991 (32 años)  | 50   | 2     | Norwich City F. C.           |
| 6   | DEF  | Kieran Tierney     | 5 de junio de 1997 (27 años)       | 45   | 1     | Real Sociedad de Fútbol      |
| 7   | MED  | John McGinn        | 18 de octubre de 1994 (29 años)    | 66   | 18    | Aston Villa F. C.            |
| 8   | MED  | Callum McGregor    | 14 de junio de 1993 (31 años)      | 60   | 3     | Celtic F. C.                 |
| 9   | DEL  | Lawrence Shankland | 10 de agosto de 1995 (28 años)     | 11   | 3     | Heart of Midlothian F. C.    |
| 10  | DEL  | Ché Adams          | 13 de julio de 1996 (27 años)      | 30   | 6     | Southampton F. C.            |
| 11  | MED  | Ryan Christie      | 22 de febrero de 1995 (29 años)    | 49   | 6     | AFC Bournemouth              |
| 12  | POR  | Liam Kelly         | 23 de enero de 1996 (28 años)      | 1    | 0     | Motherwell F. C.             |
| 13  | DEF  | Jack Hendry        | 7 de mayo de 1995 (29 años)        | 31   | 3     | Al-Ettifaq C.                |
| 14  | MED  | Billy Gilmour      | 11 de junio de 2001 (23 años)      | 27   | 1     | Brighton & Hove Albion F. C. |
| 15  | DEF  | Ryan Porteous      | 25 de marzo de 1999 (25 años)      | 11   | 1     | Watford F. C.                |
| 16  | DEF  | Liam Cooper        | 30 de agosto de 1991 (32 años)     | 19   | 0     | Leeds United F. C.           |
| 17  | MED  | Stuart Armstrong   | 30 de marzo de 1992 (32 años)      | 50   | 5     | Southampton F. C.            |
| 18  | DEL  | Lewis Morgan       | 30 de septiembre de 1996 (27 años) | 3    | 0     | New York Red Bulls           |
| 19  | DEL  | Tommy Conway       | 6 de agosto de 2002 (21 años)      | 1    | 0     | Bristol City F. C.           |
| 20  | MED  | Ryan Jack          | 27 de febrero de 1992 (32 años)    | 20   | 0     | Rangers F. C.                |
| 21  | POR  | Zander Clark       | 26 de junio de 1992 (31 años)      | 4    | 0     | Heart of Midlothian F. C.    |
| 22  | DEF  | Ross McCrorie      | 18 de marzo de 1998 (26 años)      | 1    | 0     | Bristol City F. C.           |
| 23  | MED  | Kenny McLean       | 8 de enero de 1992 (32 años)       | 39   | 2     | Norwich City F. C.           |
| 24  | DEF  | Greg Taylor        | 5 de noviembre de 1997 (26 años)   | 14   | 0     | Celtic F. C.                 |
| 25  | DEL  | James Forrest      | 7 de julio de 1991 (32 años)       | 39   | 5     | Celtic F. C.                 |
| 26  | DEF  | Scott McKenna      | 12 de noviembre de 1996 (27 años)  | 35   | 1     | F. C. Copenhague             |

## Participación
- Los horarios corresponden al horario de verano europeo (UTC+2).

### Partidos
| Fecha       | Ciudad    | Instancia      |          |                     | Resultado |                    |         |
| ----------- | --------- | -------------- | -------- | ------------------- | --------- | ------------------ | ------- |
| 14 de junio | Múnich    | Fase de grupos | Alemania | Bandera de Alemania | 5:1 (3:0) | Bandera de Escocia | Escocia |
| 19 de junio | Colonia   | Fase de grupos | Escocia  | Bandera de Escocia  | 1:1 (1:1) | Bandera de Suiza   | Suiza   |
| 23 de junio | Stuttgart | Fase de grupos | Escocia  | Bandera de Escocia  | 0:1 (0:0) | Bandera de Hungría | Hungría |

### Fase de grupos - Grupo A
| Selección | Pts | PJ | PG | PE | PP | GF | GC | Dif |
| --------- | --- | -- | -- | -- | -- | -- | -- | --- |
| Alemania  | 7   | 3  | 2  | 1  | 0  | 8  | 2  | +6  |
| Suiza     | 5   | 3  | 1  | 2  | 0  | 5  | 3  | +2  |
| Hungría   | 3   | 3  | 1  | 0  | 2  | 2  | 5  | –2  |
| Escocia   | 1   | 3  | 0  | 1  | 2  | 2  | 7  | –5  |

|  | Clasificados a los octavos de final. |

#### Alemania vs. Escocia
| Jornada 1; 14 de junio | Alemania                                                                    | 5:1 (3:0) | Escocia              | Fußball Arena München, Múnich                                                  |                                                                                |
| 21:00 (UTC+2)          | - Wirtz 10' - Musiala 19' - Havertz 45+1' (pen.) - Füllkrug 68' - Can 90+3' | Reporte   | - Rüdiger 87' (a.g.) | Asistencia: 65 062 espectadores Árbitro(s): Clément Turpin VAR: Jérôme Brisard | Asistencia: 65 062 espectadores Árbitro(s): Clément Turpin VAR: Jérôme Brisard |

| 1          | Guardameta     | Manuel Neuer           |     |
| 6          | Defensa        | Joshua Kimmich         |     |
| 2          | Defensa        | Antonio Rüdiger        |     |
| 4          | Defensa        | Jonathan Tah           |     |
| 18         | Defensa        | Maximilian Mittelstädt |     |
| 23         | Centrocampista | Robert Andrich         | 46' |
| 8          | Centrocampista | Toni Kroos             | 80' |
| 10         | Centrocampista | Jamal Musiala          | 74' |
| 21         | Centrocampista | İlkay Gündoğan         |     |
| 17         | Centrocampista | Florian Wirtz          | 63' |
| 7          | Delantero      | Kai Havertz            | 63' |
| Entrenador | Entrenador     | Julian Nagelsmann      |     |

| 1          | Guardameta     | Angus Gunn       |     |
| 13         | Defensa        | Jack Hendry      |     |
| 15         | Defensa        | Ryan Porteous    |     |
| 6          | Defensa        | Kieran Tierney   | 77' |
| 2          | Centrocampista | Anthony Ralston  |     |
| 4          | Centrocampista | Scott McTominay  |     |
| 8          | Centrocampista | Alphonso Davies  | 67' |
| 3          | Centrocampista | Andrew Robertson |     |
| 7          | Delantero      | John McGinn      | 67' |
| 10         | Delantero      | Ché Adams        | 46' |
| 11         | Delantero      | Ryan Christie    | 82' |
| Entrenador | Entrenador     | Steve Clarke     |     |

| 5  | Centrocampista | Pascal Groß     | 46' |
| 19 | Centrocampista | Leroy Sané      | 63' |
| 9  | Delantero      | Niclas Füllkrug | 63' |
| 13 | Delantero      | Thomas Müller   | 74' |
| 25 | Centrocampista | Emre Can        | 80' |

| 5  | Defensa        | Grant Hanley       | 46' |
| 14 | Centrocampista | Billy Gilmour      | 67' |
| 23 | Centrocampista | Kenny McLean       | 67' |
| 26 | Defensa        | Scott McKenna      | 77' |
| 9  | Delantero      | Lawrence Shankland | 82' |

| Anotado         | 10'   | Florian Wirtz   | 1:0 |
| Anotado         | 19'   | Jamal Musiala   | 2:0 |
| Anotado · Penal | 45+1' | Kai Havertz     | 3:0 |
| Anotado         | 68'   | Niclas Füllkrug | 4:0 |
| Anotado         | 90+3' | Emre Can        | 5:1 |

| Anotado · Autogol | 87' | Antonio Rüdiger | 4:1 |

| Amonestado | 31' | Robert Andrich |
| Amonestado | 62' | Jonathan Tah   |

| Amonestado | 48' | Anthony Ralston |

| Expulsado | 44' | Ryan Porteous |

| Árbitro                                            | Clément Turpin      |
| Árbitros asistentes                                | Nicolas Danos       |
| Árbitros asistentes                                | Benjamin Pagès      |
| Cuarto árbitro                                     | François Letexier   |
| Quinto árbitro                                     | Cyril Mugnier       |
| Árbitro asistente de video                         | Jérôme Brisard      |
| Árbitros asistentes del árbitro asistente de video | Willy Delajod       |
| Árbitros asistentes del árbitro asistente de video | Massimiliano Irrati |

| 1          | Guardameta     | Manuel Neuer           |     |
| 6          | Defensa        | Joshua Kimmich         |     |
| 2          | Defensa        | Antonio Rüdiger        |     |
| 4          | Defensa        | Jonathan Tah           |     |
| 18         | Defensa        | Maximilian Mittelstädt |     |
| 23         | Centrocampista | Robert Andrich         | 46' |
| 8          | Centrocampista | Toni Kroos             | 80' |
| 10         | Centrocampista | Jamal Musiala          | 74' |
| 21         | Centrocampista | İlkay Gündoğan         |     |
| 17         | Centrocampista | Florian Wirtz          | 63' |
| 7          | Delantero      | Kai Havertz            | 63' |
| Entrenador | Entrenador     | Julian Nagelsmann      |     |

| 1          | Guardameta     | Angus Gunn       |     |
| 13         | Defensa        | Jack Hendry      |     |
| 15         | Defensa        | Ryan Porteous    |     |
| 6          | Defensa        | Kieran Tierney   | 77' |
| 2          | Centrocampista | Anthony Ralston  |     |
| 4          | Centrocampista | Scott McTominay  |     |
| 8          | Centrocampista | Alphonso Davies  | 67' |
| 3          | Centrocampista | Andrew Robertson |     |
| 7          | Delantero      | John McGinn      | 67' |
| 10         | Delantero      | Ché Adams        | 46' |
| 11         | Delantero      | Ryan Christie    | 82' |
| Entrenador | Entrenador     | Steve Clarke     |     |

| 5  | Centrocampista | Pascal Groß     | 46' |
| 19 | Centrocampista | Leroy Sané      | 63' |
| 9  | Delantero      | Niclas Füllkrug | 63' |
| 13 | Delantero      | Thomas Müller   | 74' |
| 25 | Centrocampista | Emre Can        | 80' |

| 5  | Defensa        | Grant Hanley       | 46' |
| 14 | Centrocampista | Billy Gilmour      | 67' |
| 23 | Centrocampista | Kenny McLean       | 67' |
| 26 | Defensa        | Scott McKenna      | 77' |
| 9  | Delantero      | Lawrence Shankland | 82' |

| Anotado         | 10'   | Florian Wirtz   | 1:0 |
| Anotado         | 19'   | Jamal Musiala   | 2:0 |
| Anotado · Penal | 45+1' | Kai Havertz     | 3:0 |
| Anotado         | 68'   | Niclas Füllkrug | 4:0 |
| Anotado         | 90+3' | Emre Can        | 5:1 |

| Anotado · Autogol | 87' | Antonio Rüdiger | 4:1 |

| Amonestado | 31' | Robert Andrich |
| Amonestado | 62' | Jonathan Tah   |

| Amonestado | 48' | Anthony Ralston |

| Expulsado | 44' | Ryan Porteous |

| Árbitro                                            | Clément Turpin      |
| Árbitros asistentes                                | Nicolas Danos       |
| Árbitros asistentes                                | Benjamin Pagès      |
| Cuarto árbitro                                     | François Letexier   |
| Quinto árbitro                                     | Cyril Mugnier       |
| Árbitro asistente de video                         | Jérôme Brisard      |
| Árbitros asistentes del árbitro asistente de video | Willy Delajod       |
| Árbitros asistentes del árbitro asistente de video | Massimiliano Irrati |

| Estadísticas      | Bandera de Alemania | Bandera de Escocia |
| Tiros             | 20                  | 1                  |
| Tiros a puerta    | 10                  | 0                  |
| Faltas            | 15                  | 9                  |
| Saques de esquina | 5                   | 0                  |
| Penaltis          | 1                   | 0                  |
| Fueras de juego   | 4                   | 0                  |
| Posesión de balón | 73%                 | 27%                |

#### Escocia vs. Suiza
| Jornada 2; 19 de junio | Escocia         | 1:1 (1:1) | Suiza         | Cologne Stadium, Colonia                                                          |                                                                                   |
| 21:00 (UTC+2)          | - McTominay 13' | Reporte   | - Shaqiri 26' | Asistencia: 42 711 espectadores Árbitro(s): Ivan Kružliak VAR: Tomasz Kwiatkowski | Asistencia: 42 711 espectadores Árbitro(s): Ivan Kružliak VAR: Tomasz Kwiatkowski |

| 1          | Guardameta     | Angus Gunn       |     |
| 2          | Defensa        | Anthony Ralston  |     |
| 13         | Defensa        | Jack Hendry      |     |
| 5          | Defensa        | Grant Hanley     |     |
| 6          | Defensa        | Kieran Tierney   | 61' |
| 3          | Defensa        | Andrew Robertson |     |
| 4          | Centrocampista | Scott McTominay  |     |
| 14         | Centrocampista | Billy Gilmour    | 79' |
| 8          | Centrocampista | Callum McGregor  |     |
| 7          | Centrocampista | John McGinn      | 90' |
| 10         | Delantero      | Ché Adams        | 90' |
| Entrenador | Entrenador     | Steve Clarke     |     |

| 1          | Guardameta     | Yann Sommer       |     |
| 22         | Defensa        | Fabian Schär      |     |
| 5          | Defensa        | Manuel Akanji     |     |
| 13         | Defensa        | Ricardo Rodríguez |     |
| 3          | Centrocampista | Silvan Widmer     | 86' |
| 10         | Centrocampista | Granit Xhaka      |     |
| 8          | Centrocampista | Remo Freuler      | 75' |
| 23         | Centrocampista | Xherdan Shaqiri   | 60' |
| 20         | Centrocampista | Michel Aebischer  |     |
| 17         | Centrocampista | Ruben Vargas      | 75' |
| 19         | Delantero      | Dan Ndoye         | 86' |
| Entrenador | Entrenador     | Murat Yakin       |     |

| 26 | Defensa        | Scott McKenna      | 61' |
| 23 | Centrocampista | Kenny McLean       | 79' |
| 11 | Delantero      | Ryan Christie      | 90' |
| 9  | Delantero      | Lawrence Shankland | 90' |

| 7  | Delantero      | Breel Embolo      | 60' |
| 26 | Centrocampista | Fabian Rieder     | 75' |
| 16 | Centrocampista | Vincent Sierro    | 75' |
| 25 | Delantero      | Zeki Amdouni      | 86' |
| 2  | Defensa        | Leonidas Stergiou | 86' |

| Anotado | 13' | Scott McTominay | 1:0 |

| Anotado | 26' | Xherdan Shaqiri | 1:1 |

| Amonestado | 51' | Scott McTominay |
| Amonestado | 68' | Scott McKenna   |
| Amonestado | 71' | John McGinn     |

| Amonestado | 31' | Ricardo Rodríguez |
| Amonestado | 86' | Vincent Sierro    |

| Árbitro                                            | Ivan Kružliak        |
| Árbitros asistentes                                | Branislav Hancko     |
| Árbitros asistentes                                | Jan Pozor            |
| Cuarto árbitro                                     | Irfan Peljto         |
| Quinto árbitro                                     | Senad Ibrišimbegović |
| Árbitro asistente de video                         | Tomasz Kwiatkowski   |
| Árbitros asistentes del árbitro asistente de video | Bartosz Frankowski   |
| Árbitros asistentes del árbitro asistente de video | Nejc Kajtazovič      |

| 1          | Guardameta     | Angus Gunn       |     |
| 2          | Defensa        | Anthony Ralston  |     |
| 13         | Defensa        | Jack Hendry      |     |
| 5          | Defensa        | Grant Hanley     |     |
| 6          | Defensa        | Kieran Tierney   | 61' |
| 3          | Defensa        | Andrew Robertson |     |
| 4          | Centrocampista | Scott McTominay  |     |
| 14         | Centrocampista | Billy Gilmour    | 79' |
| 8          | Centrocampista | Callum McGregor  |     |
| 7          | Centrocampista | John McGinn      | 90' |
| 10         | Delantero      | Ché Adams        | 90' |
| Entrenador | Entrenador     | Steve Clarke     |     |

| 1          | Guardameta     | Yann Sommer       |     |
| 22         | Defensa        | Fabian Schär      |     |
| 5          | Defensa        | Manuel Akanji     |     |
| 13         | Defensa        | Ricardo Rodríguez |     |
| 3          | Centrocampista | Silvan Widmer     | 86' |
| 10         | Centrocampista | Granit Xhaka      |     |
| 8          | Centrocampista | Remo Freuler      | 75' |
| 23         | Centrocampista | Xherdan Shaqiri   | 60' |
| 20         | Centrocampista | Michel Aebischer  |     |
| 17         | Centrocampista | Ruben Vargas      | 75' |
| 19         | Delantero      | Dan Ndoye         | 86' |
| Entrenador | Entrenador     | Murat Yakin       |     |

| 26 | Defensa        | Scott McKenna      | 61' |
| 23 | Centrocampista | Kenny McLean       | 79' |
| 11 | Delantero      | Ryan Christie      | 90' |
| 9  | Delantero      | Lawrence Shankland | 90' |

| 7  | Delantero      | Breel Embolo      | 60' |
| 26 | Centrocampista | Fabian Rieder     | 75' |
| 16 | Centrocampista | Vincent Sierro    | 75' |
| 25 | Delantero      | Zeki Amdouni      | 86' |
| 2  | Defensa        | Leonidas Stergiou | 86' |

| Anotado | 13' | Scott McTominay | 1:0 |

| Anotado | 26' | Xherdan Shaqiri | 1:1 |

| Amonestado | 51' | Scott McTominay |
| Amonestado | 68' | Scott McKenna   |
| Amonestado | 71' | John McGinn     |

| Amonestado | 31' | Ricardo Rodríguez |
| Amonestado | 86' | Vincent Sierro    |

| Árbitro                                            | Ivan Kružliak        |
| Árbitros asistentes                                | Branislav Hancko     |
| Árbitros asistentes                                | Jan Pozor            |
| Cuarto árbitro                                     | Irfan Peljto         |
| Quinto árbitro                                     | Senad Ibrišimbegović |
| Árbitro asistente de video                         | Tomasz Kwiatkowski   |
| Árbitros asistentes del árbitro asistente de video | Bartosz Frankowski   |
| Árbitros asistentes del árbitro asistente de video | Nejc Kajtazovič      |

| Estadísticas      | Bandera de Escocia | Bandera de Suiza |
| Tiros             | 11                 | 11               |
| Tiros a puerta    | 3                  | 4                |
| Faltas            | 11                 | 11               |
| Saques de esquina | 5                  | 8                |
| Penaltis          | 0                  | 0                |
| Fueras de juego   | 0                  | 5                |
| Posesión de balón | 47%                | 53%              |

#### Escocia vs. Hungría
| Jornada 3; 23 de junio | Escocia | 0:1 (0:0) | Hungría          | Stuttgart Arena, Stuttgart                                                         |                                                                                    |
| 21:00 (UTC+2)          |         | Reporte   | - Csoboth 90+10' | Asistencia: 54 000 espectadores Árbitro(s): Facundo Tello VAR: Alejandro Hernández | Asistencia: 54 000 espectadores Árbitro(s): Facundo Tello VAR: Alejandro Hernández |

| 1          | Guardameta     | Angus Gunn       |     |
| 2          | Defensa        | Anthony Ralston  | 83' |
| 13         | Defensa        | Jack Hendry      |     |
| 5          | Defensa        | Grant Hanley     |     |
| 26         | Defensa        | Scott McKenna    |     |
| 3          | Defensa        | Andrew Robertson | 89' |
| 7          | Centrocampista | John McGinn      | 76' |
| 14         | Centrocampista | Billy Gilmour    | 83' |
| 8          | Centrocampista | Callum McGregor  |     |
| 4          | Centrocampista | Scott McTominay  |     |
| 10         | Delantero      | Ché Adams        | 76' |
| Entrenador | Entrenador     | Steve Clarke     |     |

| 1          | Guardameta     | Péter Gulácsi      |     |
| 21         | Defensa        | Endre Botka        |     |
| 6          | Defensa        | Willi Orbán        |     |
| 24         | Defensa        | Márton Dárdai      | 74' |
| 14         | Centrocampista | Bendegúz Bolla     | 86' |
| 17         | Centrocampista | Callum Styles      | 61' |
| 13         | Centrocampista | András Schäfer     |     |
| 11         | Centrocampista | Milos Kerkez       | 86' |
| 20         | Centrocampista | Roland Sallai      |     |
| 10         | Centrocampista | Dominik Szoboszlai |     |
| 19         | Delantero      | Barnabás Varga     | 74' |
| Entrenador | Entrenador     | Marco Rossi        |     |

| 17 | Centrocampista | Stuart Armstrong   | 76' |
| 9  | Delantero      | Lawrence Shankland | 76' |
| 11 | Centrocampista | Ryan Christie      | 83' |
| 23 | Centrocampista | Kenny McLean       | 83' |
| 18 | Delantero      | Lewis Morgan       | 89' |

| 8  | Centrocampista | Ádám Nagy     | 61' |
| 4  | Defensa        | Attila Szalai | 74' |
| 9  | Delantero      | Martin Ádám   | 74' |
| 23 | Delantero      | Kevin Csoboth | 86' |
| 18 | Centrocampista | Zsolt Nagy    | 86' |

| Anotado | 90+10' | Kevin Csoboth | 0:1 |

| Amonestado | 50' | Scott McTominay |

| Amonestado | 18'    | Callum Styles       |
| Amonestado | 26'    | Willi Orbán         |
| Amonestado | 44'    | András Schäfer      |
| Amonestado | 75'    | László Kleinheisler |
| Amonestado | 90+11' | Kevin Csoboth       |

| Árbitro                                            | Facundo Tello                 |
| Árbitros asistentes                                | Gabriel Chade                 |
| Árbitros asistentes                                | Ezequiel Brailovsky           |
| Cuarto árbitro                                     | Espen Eskås                   |
| Quinto árbitro                                     | Jan Erik Engan                |
| Árbitro asistente de video                         | Alejandro Hernández Hernández |
| Árbitros asistentes del árbitro asistente de video | Juan Martínez Munuera         |
| Árbitros asistentes del árbitro asistente de video | Tiago Martins                 |

| 1          | Guardameta     | Angus Gunn       |     |
| 2          | Defensa        | Anthony Ralston  | 83' |
| 13         | Defensa        | Jack Hendry      |     |
| 5          | Defensa        | Grant Hanley     |     |
| 26         | Defensa        | Scott McKenna    |     |
| 3          | Defensa        | Andrew Robertson | 89' |
| 7          | Centrocampista | John McGinn      | 76' |
| 14         | Centrocampista | Billy Gilmour    | 83' |
| 8          | Centrocampista | Callum McGregor  |     |
| 4          | Centrocampista | Scott McTominay  |     |
| 10         | Delantero      | Ché Adams        | 76' |
| Entrenador | Entrenador     | Steve Clarke     |     |

| 1          | Guardameta     | Péter Gulácsi      |     |
| 21         | Defensa        | Endre Botka        |     |
| 6          | Defensa        | Willi Orbán        |     |
| 24         | Defensa        | Márton Dárdai      | 74' |
| 14         | Centrocampista | Bendegúz Bolla     | 86' |
| 17         | Centrocampista | Callum Styles      | 61' |
| 13         | Centrocampista | András Schäfer     |     |
| 11         | Centrocampista | Milos Kerkez       | 86' |
| 20         | Centrocampista | Roland Sallai      |     |
| 10         | Centrocampista | Dominik Szoboszlai |     |
| 19         | Delantero      | Barnabás Varga     | 74' |
| Entrenador | Entrenador     | Marco Rossi        |     |

| 17 | Centrocampista | Stuart Armstrong   | 76' |
| 9  | Delantero      | Lawrence Shankland | 76' |
| 11 | Centrocampista | Ryan Christie      | 83' |
| 23 | Centrocampista | Kenny McLean       | 83' |
| 18 | Delantero      | Lewis Morgan       | 89' |

| 8  | Centrocampista | Ádám Nagy     | 61' |
| 4  | Defensa        | Attila Szalai | 74' |
| 9  | Delantero      | Martin Ádám   | 74' |
| 23 | Delantero      | Kevin Csoboth | 86' |
| 18 | Centrocampista | Zsolt Nagy    | 86' |

| Anotado | 90+10' | Kevin Csoboth | 0:1 |

| Amonestado | 50' | Scott McTominay |

| Amonestado | 18'    | Callum Styles       |
| Amonestado | 26'    | Willi Orbán         |
| Amonestado | 44'    | András Schäfer      |
| Amonestado | 75'    | László Kleinheisler |
| Amonestado | 90+11' | Kevin Csoboth       |

| Árbitro                                            | Facundo Tello                 |
| Árbitros asistentes                                | Gabriel Chade                 |
| Árbitros asistentes                                | Ezequiel Brailovsky           |
| Cuarto árbitro                                     | Espen Eskås                   |
| Quinto árbitro                                     | Jan Erik Engan                |
| Árbitro asistente de video                         | Alejandro Hernández Hernández |
| Árbitros asistentes del árbitro asistente de video | Juan Martínez Munuera         |
| Árbitros asistentes del árbitro asistente de video | Tiago Martins                 |

| Estadísticas      | Bandera de Escocia | Bandera de Hungría |
| Tiros             | 4                  | 14                 |
| Tiros a puerta    | 0                  | 5                  |
| Faltas            | 16                 | 13                 |
| Saques de esquina | 2                  | 6                  |
| Penaltis          | 0                  | 0                  |
| Fueras de juego   | 3                  | 5                  |
| Posesión de balón | 60%                | 40%                |

## Estadísticas

### Participación de jugadores
| N.° | Pos        | Jugador      | PJ | Minutos jugados | Goles recibidos | Atajos | Tarjetas amarillas | Doble tarjeta amarilla y roja | Tarjetas rojas |
| --- | ---------- | ------------ | -- | --------------- | --------------- | ------ | ------------------ | ----------------------------- | -------------- |
| 1   | Guardameta | Angus Gunn   | 3  | 270             | 7               | 12     | 0                  | 0                             | 0              |
| 12  | Guardameta | Liam Kelly   | 0  | 0               | 0               | 0      | 0                  | 0                             | 0              |
| 21  | Guardameta | Zander Clark | 0  | 0               | 0               | 0      | 0                  | 0                             | 0              |

| N.° | Pos            | Jugador            | PJ | Minutos jugados | Goles | Asistencias | Tarjetas Amarillas | Doble tarjeta amarilla y roja | Tarjetas rojas |
| --- | -------------- | ------------------ | -- | --------------- | ----- | ----------- | ------------------ | ----------------------------- | -------------- |
| 2   | Defensa        | Anthony Ralston    | 3  | 263             | 0     | 0           | 1                  | 0                             | 0              |
| 3   | Defensa        | Andrew Robertson   | 3  | 269             | 0     | 0           | 0                  | 0                             | 0              |
| 4   | Centrocampista | Scott McTominay    | 3  | 270             | 1     | 0           | 2                  | 0                             | 0              |
| 5   | Defensa        | Grant Hanley       | 3  | 225             | 0     | 0           | 0                  | 0                             | 0              |
| 6   | Defensa        | Kieran Tierney     | 2  | 138             | 0     | 0           | 0                  | 0                             | 0              |
| 7   | Centrocampista | John McGinn        | 3  | 233             | 0     | 0           | 1                  | 0                             | 0              |
| 8   | Centrocampista | Callum McGregor    | 3  | 247             | 0     | 1           | 0                  | 0                             | 0              |
| 9   | Delantero      | Lawrence Shankland | 3  | 22              | 0     | 0           | 0                  | 0                             | 0              |
| 10  | Delantero      | Ché Adams          | 3  | 211             | 0     | 0           | 0                  | 0                             | 0              |
| 11  | Centrocampista | Ryan Christie      | 3  | 89              | 0     | 0           | 0                  | 0                             | 0              |
| 13  | Defensa        | Jack Hendry        | 3  | 270             | 0     | 0           | 0                  | 0                             | 0              |
| 14  | Centrocampista | Billy Gilmour      | 3  | 185             | 0     | 0           | 0                  | 0                             | 0              |
| 15  | Defensa        | Ryan Porteous      | 1  | 44              | 0     | 0           | 0                  | 0                             | 1              |
| 16  | Defensa        | Liam Cooper        | 0  | 0               | 0     | 0           | 0                  | 0                             | 0              |
| 17  | Centrocampista | Stuart Armstrong   | 1  | 14              | 0     | 0           | 0                  | 0                             | 0              |
| 18  | Delantero      | Lewis Morgan       | 1  | 1               | 0     | 0           | 0                  | 0                             | 0              |
| 19  | Delantero      | Tommy Conway       | 0  | 0               | 0     | 0           | 0                  | 0                             | 0              |
| 20  | Centrocampista | Ryan Jack          | 0  | 0               | 0     | 0           | 0                  | 0                             | 0              |
| 22  | Defensa        | Ross McCrorie      | 0  | 0               | 0     | 0           | 0                  | 0                             | 0              |
| 23  | Centrocampista | Kenny McLean       | 3  | 41              | 0     | 0           | 0                  | 0                             | 0              |
| 24  | Defensa        | Greg Taylor        | 0  | 0               | 0     | 0           | 0                  | 0                             | 0              |
| 25  | Delantero      | James Forrest      | 0  | 0               | 0     | 0           | 0                  | 0                             | 0              |
| 26  | Defensa        | Scott McKenna      | 3  | 132             | 0     | 0           | 1                  | 0                             | 0              |

### Goleadores
| N.°   | Jugador              | Anotado | PJ | Prom. | Jugada | Cabeza | TL | Penal |
| ----- | -------------------- | ------- | -- | ----- | ------ | ------ | -- | ----- |
| 1     | Scott McTominay      | 1       | 3  | 0.33  | 1      | 0      | 0  | 0     |
|       | Gol en propia puerta | 1       | 3  | 0.33  | 0      | 1      | -  | -     |
| Total | Total                | 2       | 3  | 0.67  | 1      | 1      | 0  | 0     |

### Asistencias
| N.°   | Jugador         | Asistencia | Jugada | Cabeza | TL | SdE |
| ----- | --------------- | ---------- | ------ | ------ | -- | --- |
| 1     | Callum McGregor | 1          | 1      | 0      | 0  | 0   |
| Total | Total           | 1          | 1      | 0      | 0  | 0   |

### Tarjetas disciplinarias
| N.°   | Jugador         | Amonestado | Otorgado · Expulsado | Expulsado | Sanción    |
| ----- | --------------- | ---------- | -------------------- | --------- | ---------- |
| 1     | Ryan Porteous   | 0          | 0                    | 1         | 2 partidos |
| 2     | Scott McTominay | 2          | 0                    | 0         |            |
| 3     | John McGinn     | 1          | 0                    | 0         |            |
|       | Scott McKenna   | 1          | 0                    | 0         |            |
|       | Anthony Ralston | 1          | 0                    | 0         |            |
| Total | Total           | 5          | 0                    | 1         |            |